# Fabien Centonze
Fabien Centonze (* 16. Januar 1996 in Voiron) ist ein französischer Fußballspieler, der beim französischen Erstligisten FC Nantes unter Vertrag steht.

## Karriere
Centonze begann seine fußballerische Ausbildung beim FC Évian, wo er bis 2015 in der Jugendabteilung spielte. Am 31. Juli 2015 (1. Spieltag) debütierte er gegen Olympique Nîmes beim 0:0-Unentschieden in der Ligue 2 über die vollen 90 Minuten. Bei seinem dritten Einsatz schoss er bei einem 1:1 gegen den AC Ajaccio sein erstes Profitor zum Ausgleich. In der gesamten Saison 2015/16 spielte er 30 Mal auf allen Positionen, die er spielen kann und schoss insgesamt dreimal. Nach dem Abstieg in die National wechselte er zum ehemaligen Ligakonkurrenten Clermont Foot. Am vierten Spieltag gab er gegen die AJ Auxerre sein Debüt für seinen neuen Arbeitgeber, nachdem er in der 66. Minute für Rémy Dugimont eingewechselt wurde. In der Spielzeit 2016/17 spielte er in insgesamt 33 Spielen und war somit gesetzt bei Clermont. In der Folgesaison war er weiterhin gesetzt und spielte wettbewerbsübergreifend 32 Mal. Im Sommer 2018 wechselte er zum Ligakonkurrenten RC Lens. Bei einem 2:0-Auswärtssieg über die US Orléans debütiert er am 27. Juli 2018 (1. Spieltag) in der Startelf und für seinen neuen Klub. Auch bei Lens war er Stammkraft und spielte zusammen mit der Relegation, in der man scheiterte, 40 Spiele. Daraufhin wechselte er zum Neuaufsteiger FC Metz in die Ligue 1. Bei einem 1:1-Remis gegen Racing Straßburg debütierte er in der höchsten französischen Spielklasse für den FC Metz. Bei Metz war er ohne Konkurrenz Stammspieler und spielte bis zum Ligaabbruch infolge der COVID-19-Pandemie alle 28 Ligaduelle. In der nächsten Saison schoss er bei der 1:3-Niederlage gegen Paris Saint-Germain sein erstes Ligue-1-Tor. In den folgenden drei Jahren absolvierte er für die Lothringer 91 Pflichtspiele, erzielte dabei sechs Treffer und wechselte nach dem Abstieg in die Ligue 2 im September 2022 weiter zum FC Nantes, wo er einen Vertrag mit einer Laufzeit bis Sommer 2027 unterschrieb. Nachdem er für Nantes in der Hinrunde der Saison 2023/24 nur 3 Ligaspiele bestritten hatte, wechselte er Anfang Februar 2024 per Leihe nach Italien zu Hellas Verona. Für die Italiener stand Centonze während der Leihe zehnmal auf dem Spielfeld und kehrte im Anschluss nach Nantes zurück.